# Гастростомия

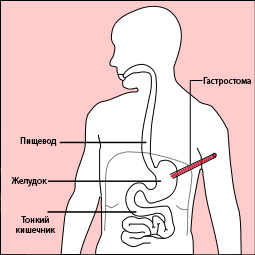
Схематическое изображение гастростомы

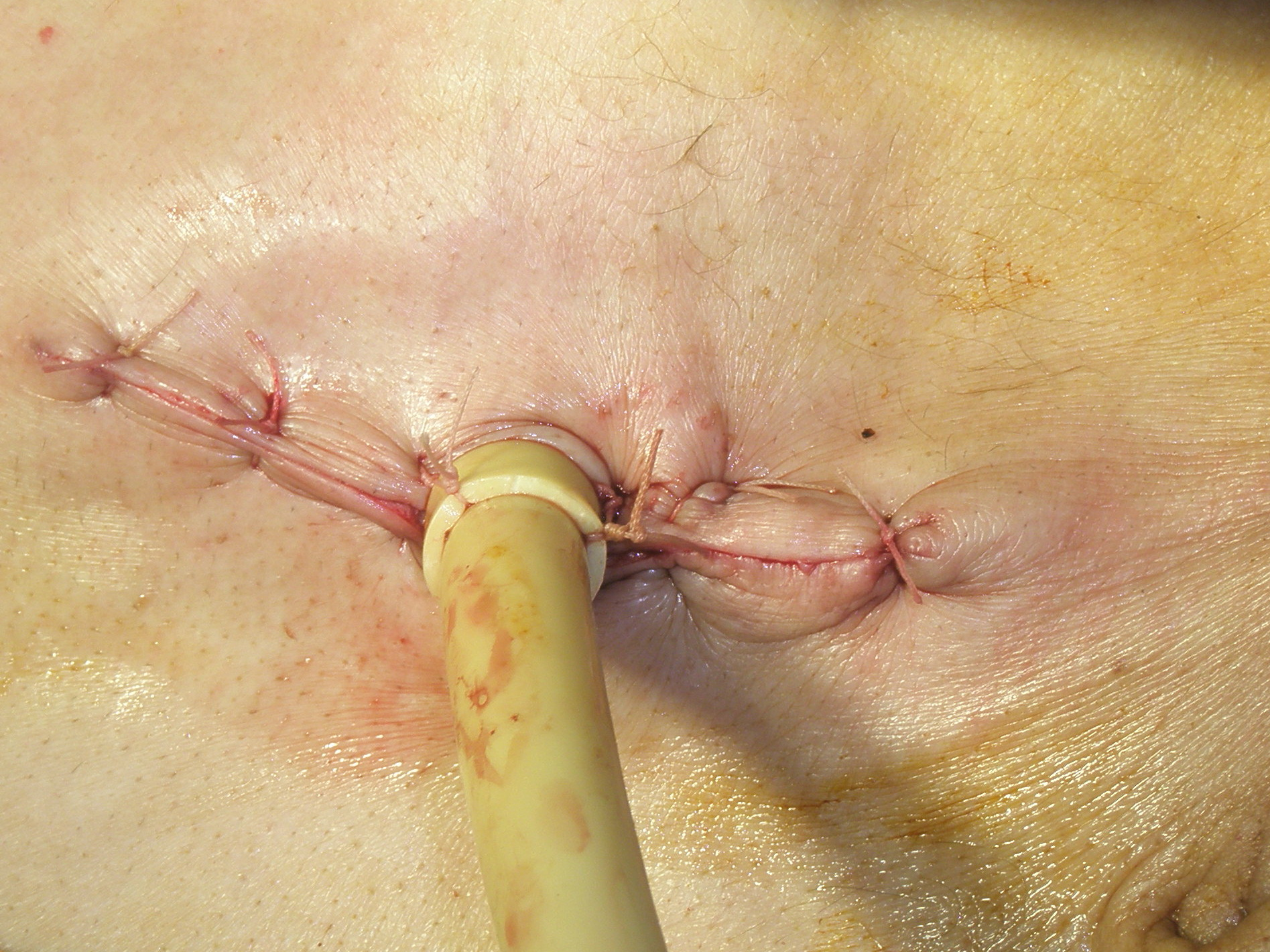
Гастростома

Гастростоми́я (от др.-греч. γαστήρ — желудок и στóμα — отверстие, проход) — хирургическая операция, заключающаяся в создании искусственного входа в полость желудка через переднюю брюшную стенку с целью кормления пациента при невозможности приёма пищи через рот. Является самой распространённой из паллиативных операций, применяемых при непроходимости пищевода. В зависимости от патологического процесса (опухоль, рубцовое сужение и т. д.) эта операция может производиться с различными целями: для питания больных, ретроградного бужирования пищевода, при пластических операциях на пищеводе, применении лучевой и комбинированной терапии по поводу неоперабельного рака пищевода, как этап подготовки ослабленных, истощённых больных к пластическим операциям на пищеводе и кардии.

## История
Гастростомия впервые была предложена норвежским военным хирургом Кристианом Эгебергом в 1837 году для лечения больного со стриктурой пищевода, однако сам Эгеберг никогда не выполнял эту операцию. Впервые это оперативное вмешательство выполнено на животных (собаках) в 1842 году ординарным профессором теоретической хирургии Московского университета Василием Александровичем Басовым (1812—1880), в ноябре того же года прочитавшим в Московском обществе испытателей природы доклад «Замечания об искусственном пути в желудок животных», а в декабре 1842 года опубликовавшим результаты экспериментов и выводы из них в «Bulletin de la Société Imperiale des naturalistes de Moscou» и в сборнике Дубовицкого «Записки по части врачебных наук». Работа В. А. Басова на год опередила сходные эксперименты Блондло (Blondlot) во Франции и Уотсона (Watson) в США, а через 4 года после работы Басова французский хирург из Страсбурга Жан-Жак Эммануэль Седилло (Sedillot) подал в Парижскую академию наук три доклада о «Gastrostomie fistuleuse», в которых изложил показания и технику гастростомии, а также результаты своих экспериментальных операций на животных. В Парижской академии к этому докладу отнеслись равнодушно, одобрения для апробации этой операции на людях Седилло не получил, как и другой французский хирург Петель де Като (Petel de Cateau). В этом же 1846 году крайне негативно о гастростомии высказался крупнейший германский хирург того времени Иоганн Фридрих Диффенбах (Johann Friedrich Dieffenbach, 1792—1847).
Однако, несмотря на эти скептические замечания, Ж-Ж. Э. Седилло впервые в мире выполнил гастростомию на человеке. 13 ноября 1849 года он прооперировал больного с раковой непроходимостью пищевода. Час спустя тот скончался из-за осложнений, возникших во время хирургического вмешательства. Седилло выполнял гастростомию путём простого подшивания передней стенки желудка к брюшной стенке без образования клапана.
Первого успешного результата добился лишь в 1875 году английский хирург Сидней Джонс (Sydney Jones) в госпитале Святого Томаса в Лондоне (больной умер спустя 40 дней), а чуть позднее — французский хирург Верней (Verneuil) в 1876 году (пациент с рубцовым сужением пищевода вследствие ожога прожил 1 год и 4 месяца, умер от туберкулёза лёгких).
Первая гастростомия на человеке в России была выполнена в 1877 году в Москве Владимиром Фёдоровичем Снегирёвым (с неблагоприятным исходом). А первую успешную гастростомию произвёл в 1879 году доктор медицины Николай Васильевич Склифосовский больному, страдающему раком пищевода.

## Показания
- стенозирующие нерезектабельные (хирургически радикально не удалимые из-за распространённости опухолевого процесса) и неоперабельные опухоли пищевода[1][15], кардиального отдела желудка[16];
- послеожоговые рубцовые стриктуры пищевода (для энтерального питания и проведения ретроградного бужирования пищевода)[17];
- ротоглоточная дисфагия, вызванная инсультом, дегенеративными заболеваниями ЦНС, злокачественными опухолями головы и шеи или диффузными повреждениями головного мозга[17];
- ранения пищевода (как предварительный этап основной операции на пищеводе)[18][19][20];
- атрезия пищевода (полная врождённая непроходимость) — как предварительный этап пластической операции на пищеводе при отсроченном и этапном хирургическом лечении[21];
- трахео-пищеводные или бронхо-пищеводные свищи[22].

## Классификация методов гастростомии
Предложена В. И. Юхтиным в 1955 году.
1. Методы гастростомии, при которых передняя стенка желудка вытягивается в виде конуса в рану и подшивается к передней брюшной стенке; при этом образующийся канал желудочного свища выстлан на всём протяжении слизистой оболочкой желудка:
  1. Простое подшивание передней стенки желудка к брюшной стенке без образования жома (В. А. Басов, 1842; Blondlot, 1843; Sedillot, 1849; Fenger, 1854, и др.).
  2. Использование в качестве сфинктера вокруг выведенной в рану передней стенки желудка прямой мышцы живота без апоневроза (Hacker, 1886; Girard, 1888).
  3. Проведение конуса желудка через косые каналы между мышцами, фасциями и под кожей для образования перегибов, сжимающих конус желудка в виде сфинктера (И. Ф. Сабанеев, 1890; Hahn, 1890).
  4. Образования заслонки в свище путём поворота конуса желудка вокруг своей оси (И. Т. Шевченко, 1950; Ullman, 1894; Souligoux, 1902).
  5. Формирование конуса из слизистой оболочки желудка с образованием жома из серозно-мышечных лоскутов передней стенки желудка (В. М. Воскресенский, 1939).
  6. Гофрирование конуса желудка путём наложения кисетных швов (Г. С. Топровер, 1934; М. А. Благовещенский, 1950; Glassman, 1939).
  7. Гофрирование конуса желудка с образованием апоневротического кольца (Ф. Н. Доронин, 1952).
  8. Гофрирование конуса желудка кисетными швами с образованием вокруг него мышечно-апоневротического жома из прямой мышцы живота и апоневроза (В. И. Юхтин, 1955).
2. Методы гастростомии с формированием канала из передней стенки желудка, при которых канал свища выстлан серозной оболочкой и грануляционной тканью:
  1. Образование свищевого канала путём сшивания передней стенки желудка над резиновой трубкой, которая вводится в желудок и фиксируется в ране передней брюшной стенки (П. И. Дьяконов, Witzel, 1891; Kocher, 1902; Gernez и Но-Dac-Di, 1930).
  2. Формирование прямого канала путём инвагинации конуса желудка кисетными или узловыми швами (Stamm, 1894; Senn, 1896; Kader, 1896; Fontan, 1896; Hans, 1910).
  3. Метод круговой инвагинации конуса желудка (К. П. Сапожков, 1945).
  4. Метод вертикального инвагината (Л. В. Серебренников, 1949).
3. Методы гастростомии с формированием канала свища из изолированного отрезка кишки, вшитого между желудком и кожей живота:
  1. Из отрезка тонкой кишки (Tavel, 1906; Roux, 1907; Wuiistein, Frangen-hein, 1911; Lexer, 1911).
  2. Из отрезка ободочной кишки (Kelling, 1911; Vuillet, 1911).
4. Методы гастростомии, при которых из стенки желудка выкраиваются стебельчатые лоскуты и из них формируется трубчатый свищ:
  1. Формирование трубки из передней стенки желудка (Watsuji, 1899; Depage, 1901; Hirsch, 1911; Janeway, 1913; Quick и Martin, 1928; Rheame, 1930).
  2. Формирование трубки из передней и задней стенок желудка по большой кривизне (Я. О. Гальперн, 1913; Beck и Carrell, 1905; Jianu, 1912, и др.).
  3. Трубчато-клапанный метод наложения гастростомы (М. И. Трофимов, 1898; Spivack, 1929; Lowry и Sorenson, 1932, и др.).
5. Методы гастростомии, при которых канал желудочного свища выстилают кожным эпителием, окружающим вшитый в стенку желудка по методу Витцеля резиновый катетер:
  1. С использованием свободного кожного лоскута, взятого с бедра (Warath, 1911).
  2. С использованием кожного лоскута на ножке вблизи раны брюшной стенки (Steward, 1918; Stahnke, 1928)[2][16].

## Разновидности гастростомии
Существует более 100 модификаций гастростомии. Из гастростом, накладываемых на длительное время, на постсоветском пространстве и в Европе и в настоящее время наиболее распространены два способа: по методикам Витцеля и Кадера. В англоязычных странах для наложения длительной гастростомы применяют чаще всего метод Beck — Jianu.

### Гастростомия по Витцелю
Предложена Витцелем (Witzel) в 1891 году и предусматривает формирование трубчатого свища выстланного серозной оболочкой желудка. Модифицирована Гернезом (Gernez) и Хо-Дак-Ди (Ho-Dac-Di) в 1939 году.
Положение больного на операционном столе: На спине.
Техника выполнения: Трансректальный кожный разрез слева на 3-4 см отступя от белой линии живота от края левой рёберной дуги длиной 10 см. Последовательно рассекаются кожа, подкожная клетчатка, передняя стенка влагалища прямой мышцы живота, последняя тупо расщепляется. Рассекается задняя стенка влагалища прямой мышцы живота вместе с поперечной фасцией и париетальной брюшиной. В операционную рану выводится участок передней стенки желудка, к которой прикладывают резиновую трубку необходимого диаметра (0,8-1 см). Резиновую трубку располагают по длинной оси желудка, отступя 10 см от пилорического отдела. При модификации по Гернезу и Хо-Дак-Ди трубка располагается ближе к кардии. Резиновая трубка обшивается 5-7 серозно-мышечными швами длинной не менее 5 см так, чтобы над трубкой две параллельные складки передней стенки желудка сомкнулись до полного соприкосновения краёв и прочно зафиксировали трубку. У конца последнего шва накладывают кисет, оставляя его незатянутым. Внутри него рассекают стенку желудка через все слои ножницами или скальпелем. В образовавшееся отверстие в желудке, по размерам адекватное диаметру трубки, погружают её конец на 5 см и затягивают кисетный шов. Таким образом создают косой трубчатый канал длинной 4-5 см, открывающийся в просвет желудка, в котором расположена трубка. Затем для обеспечения полной герметизации брюшной полости путём сращения париетальной брюшины и висцеральной брюшины передней стенки желудка производят гастропексию: стенку желудка вокруг выхода резиновой трубки из канала подшивают 6-8 узловыми швами к париетальной брюшине и заднему листку влагалища прямой мышцы живота. Рану послойно ушивают, оставляя место для выхода трубки. На трубку надевают резиновую манжетку, за которую фиксируют к коже.
Преимущества:
- при наложении гастростомы по Витцелю в модификации по Гернезу и Хо-Дак-Ди свищ удобен для ретроградного бужирования пищевода при его рубцовой непроходимости, так как конец введённой в желудок трубки обращён в сторону кардии.
- гастростома, наложенная по данной методике, как правило, легко спонтанно закрывается после удаления трубки[17].

Недостатки:
- необходимость постоянного ношения резиновой трубки[25], которая может выпадать из желудочного свища с последующим излиянием содержимого желудка, что приводит к мацерации кожи[15][25]; повторное введение трубки в желудок через свищевой ход может быть затруднённым или невозможным ввиду самостоятельного закрытия свища, так как канал быстро облитерируется[17].
- погружение резиновой трубки в просвет желудка у пилорического отдела не позволяет пациенту принимать достаточный объём пищи: такой желудок может удерживать лишь незначительное количество пищи. Этот недостаток устраняется при наложении гастростомы по Витцелю в модификации по Гернезу и Хо-Дак-Ди.
- сближение большой и малой кривизны желудка при укреплении резиновой трубки на передней стенке желудка двухрядным швом вызывает уменьшение объёма желудка, что может привести к желудочной непроходимости[26];
- при длительном существовании свища канал из косого превращается в прямой, что может приводить к выпадению трубки и нарушению герметичности.

### Гастростомия по Кадеру (Штамму — Сенну — Кадеру)

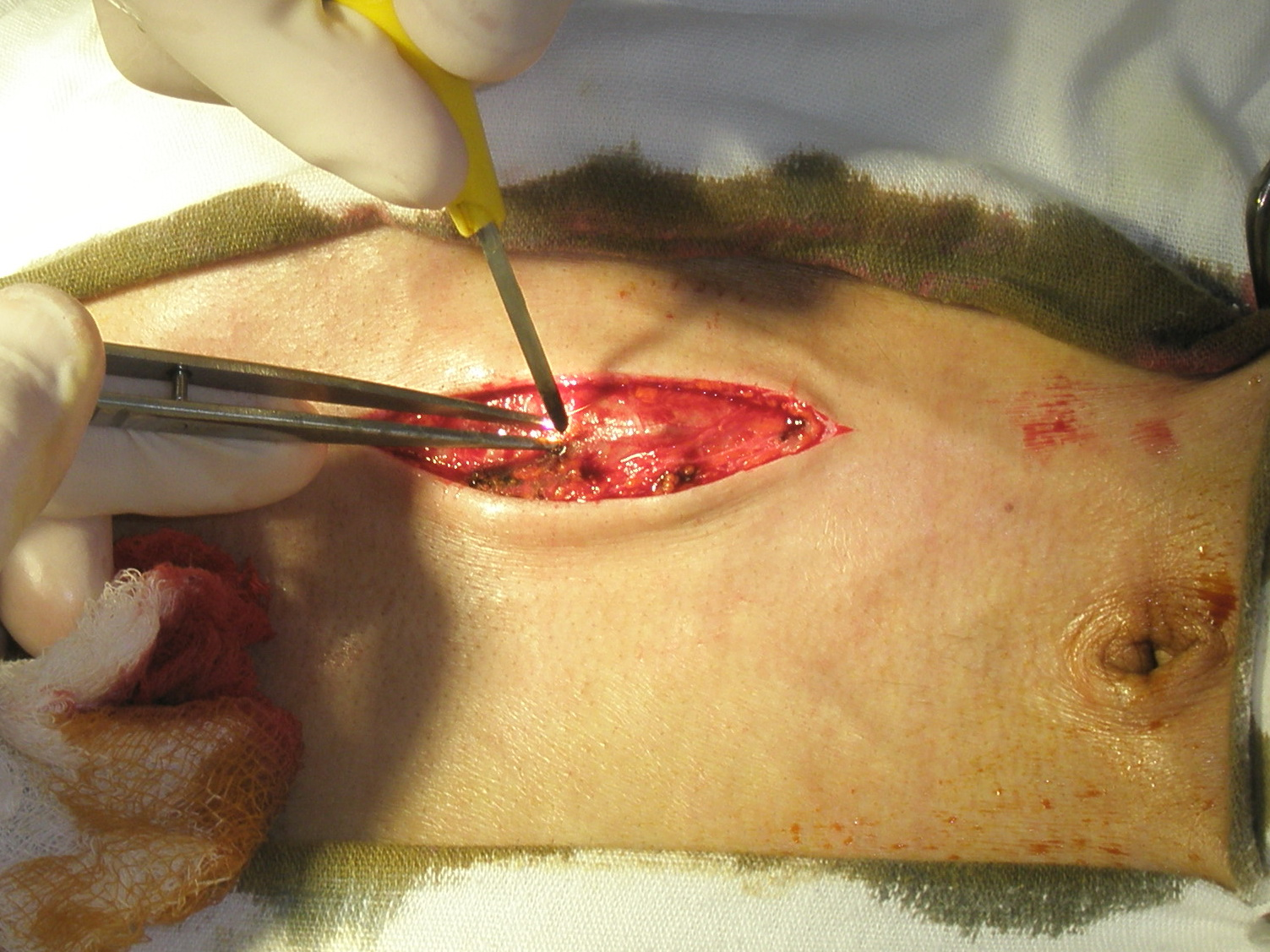
Гастростомия по Кадеру. Левый трансректальный доступ

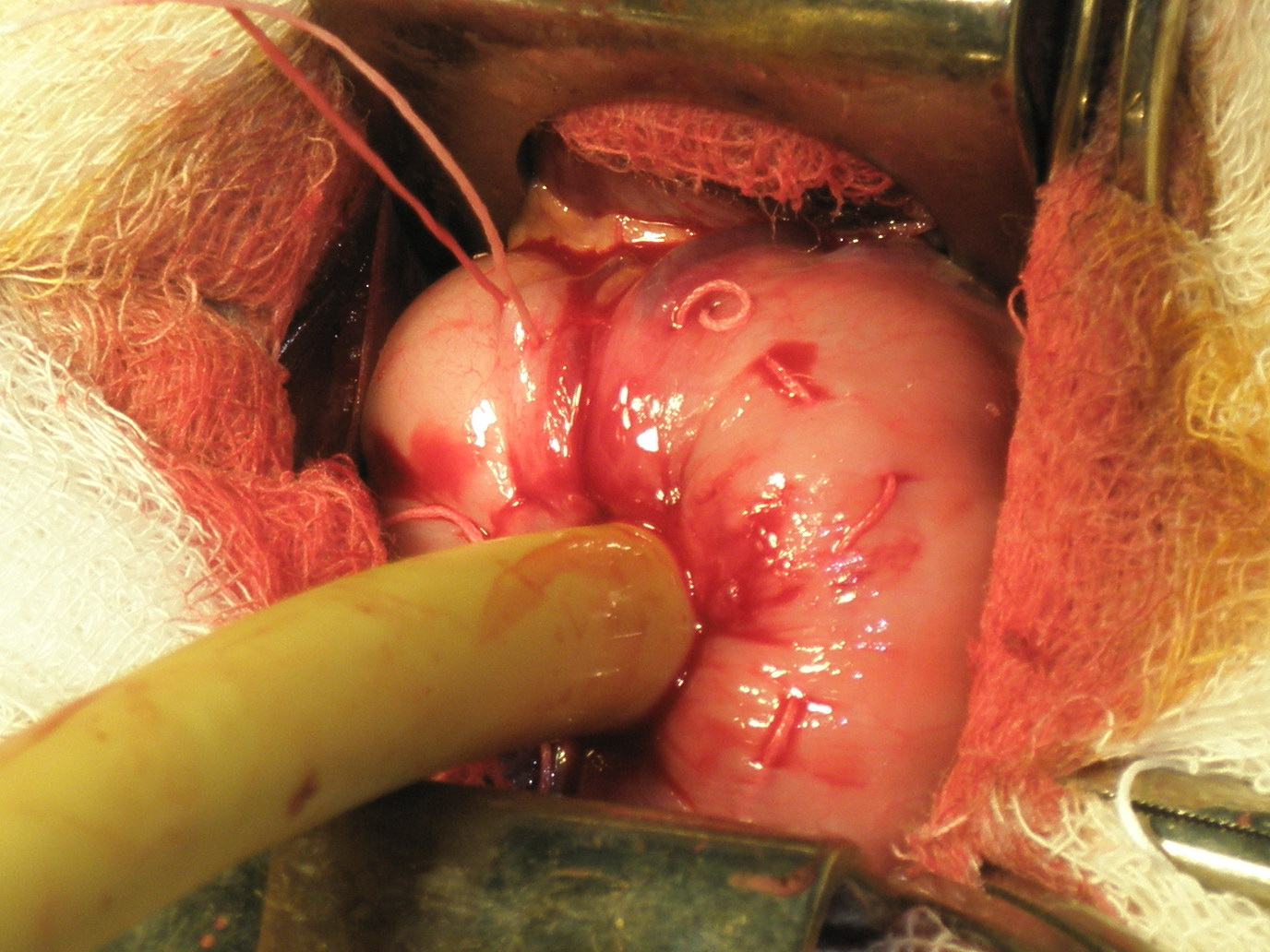
Гастростомия по Кадеру. Третий кисетный шов

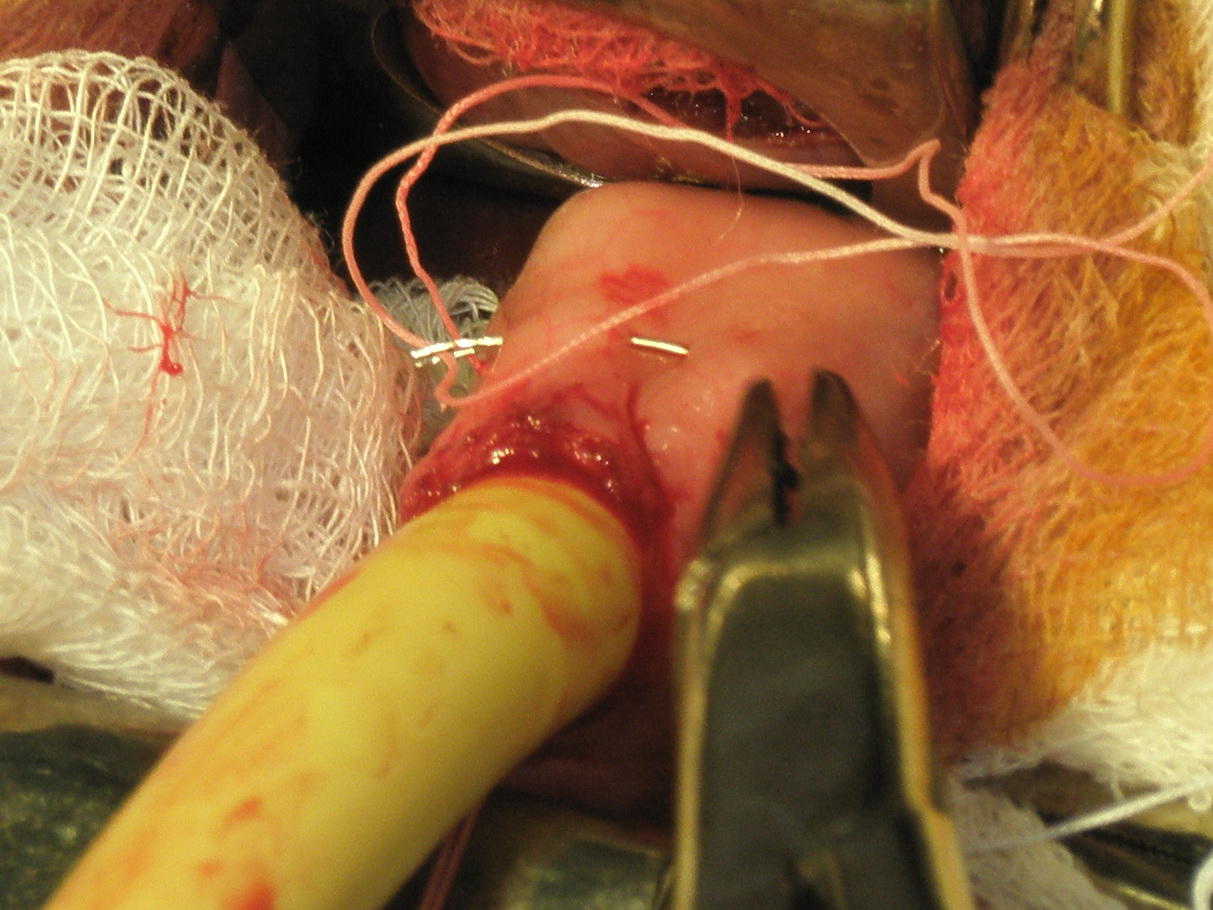
Гастростомия по Кадеру. Второй кисетный шов

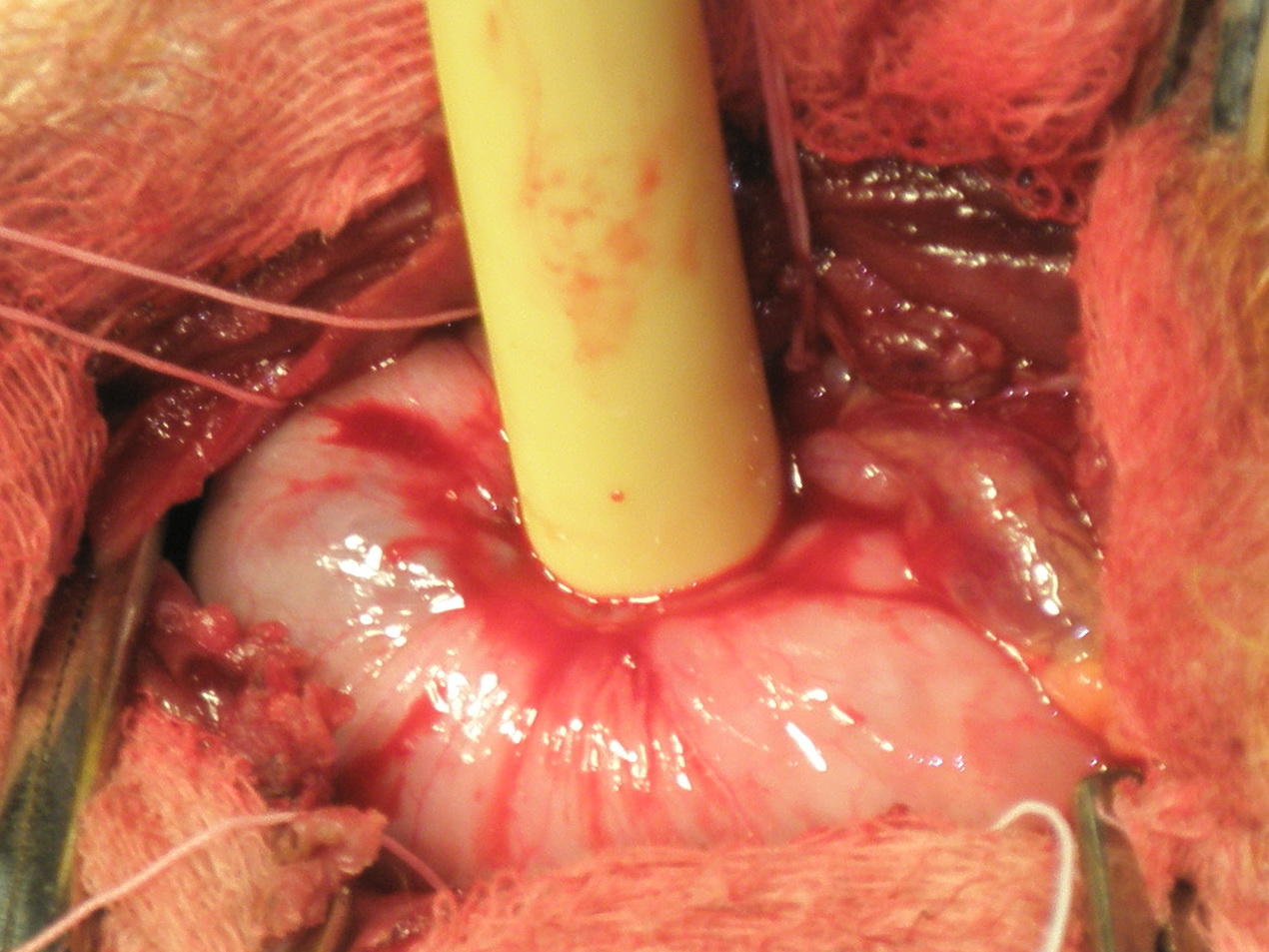
Гастростомия по Кадеру. Гастропексия

Штамм (Stamm) в 1894 году в эксперименте на собаках разработал метод гастростомии с образованием прямого канала. Методику Штамма на человеке впервые применил Сенн (Senn, 1896 год). Выполнена Кадером (Cader) в 1896 году, предусматривает образование прямого гастростомического канала в просвет желудка. Применяется при малых размерах желудка (при обширном раковом поражении стенки желудка, у детей).
Положение больного на операционном столе: На спине.
Техника выполнения: Левый трансректальный доступ, как при гастростомии по Витцелю. Передняя стенка желудка выводится в рану и натягивается так, чтобы образовался конус, вокруг которого накладывается кисетный шов. В центре кисета рассекают стенку желудка через все слои ножницами или скальпелем. В образовавшееся отверстие в желудке, по размерам адекватное диаметру трубки, погружают её конец и затягивают кисетный шов. С отступом на 1-1,5 см к периферии последовательно концентрически накладываются второй и третий кисетные швы, при затягивании которых трубка инвагинируется в канал, имеющий прямое направление. Гастропексия, ушивание раны и фиксация трубки производятся как при методике Витцеля.
Преимущества:
- техническая простота;
- быстрота выполнения;
- обеспечение более надёжной герметизации полости желудка в случаях выпадения трубки, поскольку гастростомический канал инвагинирован в просвет желудка по типу «чернильницы-невыливайки».
- гастростома, наложенная по данной методике, как правило, легко спонтанно закрывается после удаления трубки[17].

Недостатки:
- необходимость постоянного ношения резиновой трубки[25];
- нарушение кровоснабжения и иннервации стенки желудка в месте стомы;
- невозможность осуществления визуального контроля полноты гемостаза сосудов слизистой и подслизистого слоя, расположенных кнутри от кисетных швов, и, вследствие этого, высокая вероятность возникновения кровотечений в раннем и отдалённом послеоперационном периоде.

### Гастростомия по Топроверу
Впервые опубликована советским хирургом Г. С. Топровером в 1934 году, предполагает образование губовидного свища желудка для длительного использования.
Положение больного на операционном столе: На спине.
Техника выполнения: Левый трансректальный доступ, как при гастростомии по Витцелю. Передняя стенка желудка выводится в рану в виде конуса, на вершину которого накладываются два шва-держалки. Ниже вершины конуса концентрически последовательно накладывают три кисетных шва на расстоянии друг от друга 1,5-2 см, концы нитей которых не затягиваются. Просвет желудка вскрывается на вершине конуса между держалками, в образовавшееся отверстие вводится резиновая трубка диаметром 1 см и нити наложенных кисетных швов последовательно затягиваются, что приводит к образованию вокруг введённой трубки трёх складок-клапанов. С целью сохранения образовавшегося канала конус желудка фиксируют к слоям разреза брюшной стенки: на уровне самого глубоко расположенного кисета стенку конуса фиксируют к париетальной брюшине, выше расположенный участок — к краям разреза прямой мышцы и самый верхний участок (на уровне первого кисета) — к краям кожного разреза; эти последние швы накладывают так, чтобы слизистая оболочка желудка на уровне разреза кожи выступала над ним. Остающиеся отверстия брюшины, мышц и кожи последовательно ушивают. Трубку после окончания хирургического вмешательства извлекают, после чего образуется канал с клапанами и губовидный свищ. Клапаны препятствуют изливанию желудочного содержимого. Для кормления пациента в свищ вводится резиновая трубка.
Преимущества:
- отсутствие необходимости постоянного ношения резиновой трубки;
- обеспечение достаточного герметизма тремя клапанами, образованными из складок слизистой;
- нет опасности самопроизвольного зарастания свища, так как он выстлан на всём протяжении слизистой оболочкой желудка.

Недостатки:
- для наложения свища по Топроверу требуется свободная площадка на передней стенке желудка диаметром 8-10 см, следовательно, при малых размерах желудка, которые, как правило, наблюдаются у этой категории больных, данный метод неприменим;
- перетягивание желудочного конуса трёхэтажными кисетными швами приводит к нарушению кровоснабжения в конусе, что, в одних случаях, приводит к атрофии слизистой оболочки и мышечного слоя желудочного конуса с потерей клапанных свойств, в других — к наступлению некроза слизистой, прорезыванию нитей кисетных швов с нарушением герметизма свища.
- грубая деформация передней стенки желудка с нарушением всех функций органа[26].

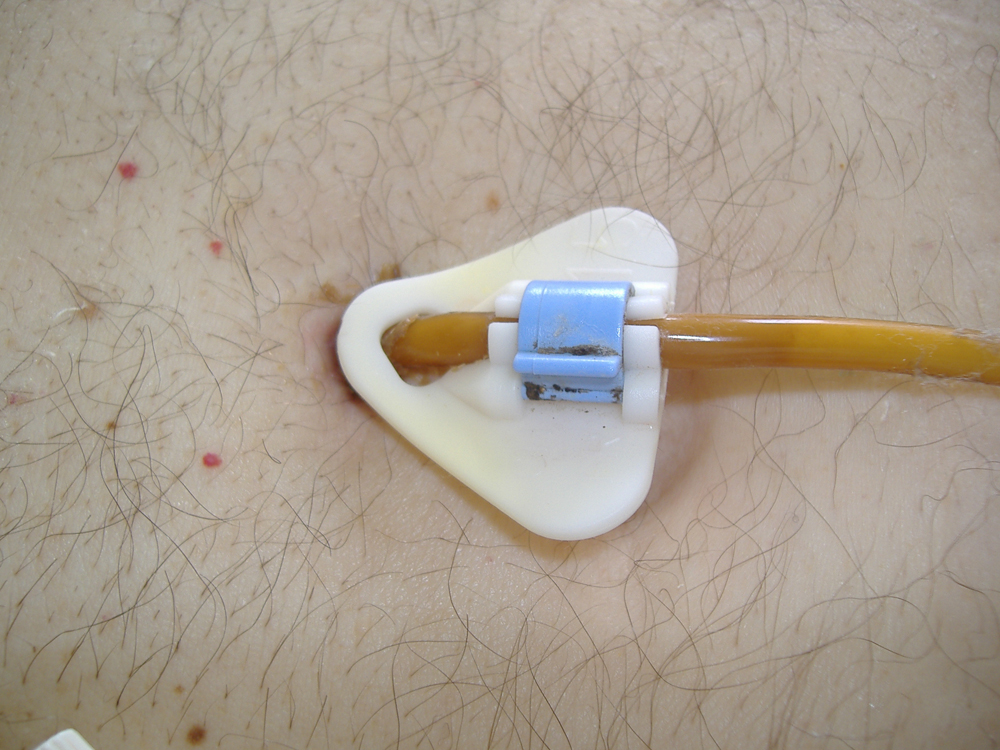
Гастростома, наложенная чрескожным эндоскопическим методом

### Чрескожная эндоскопическая гастростомия (ЧЭГ)
Впервые чрескожная эндоскопическая гастростомия была произведена в 1979 году в Кливленде эндоскопистом Ponsky и детским хирургом Gauderer у 4,5-месячного ребёнка. Методика впервые опубликована в 1980 г. как альтернатива гастростомии из лапаротомного доступа и получила название pull-метод (метод вытягивания трубки). Впоследствии были разработаны модификации данной методики: push-метод (Sacks-Vine), при котором гастростомическая трубка может быть втянута или вставлена в желудок извне, и методика Russell с использованием проводника и ряда расширителей для увеличения размера гастростомического свища, при которой возможная постановка более толстой трубки (катетер Фолея).
Положение больного на операционном столе: На спине.

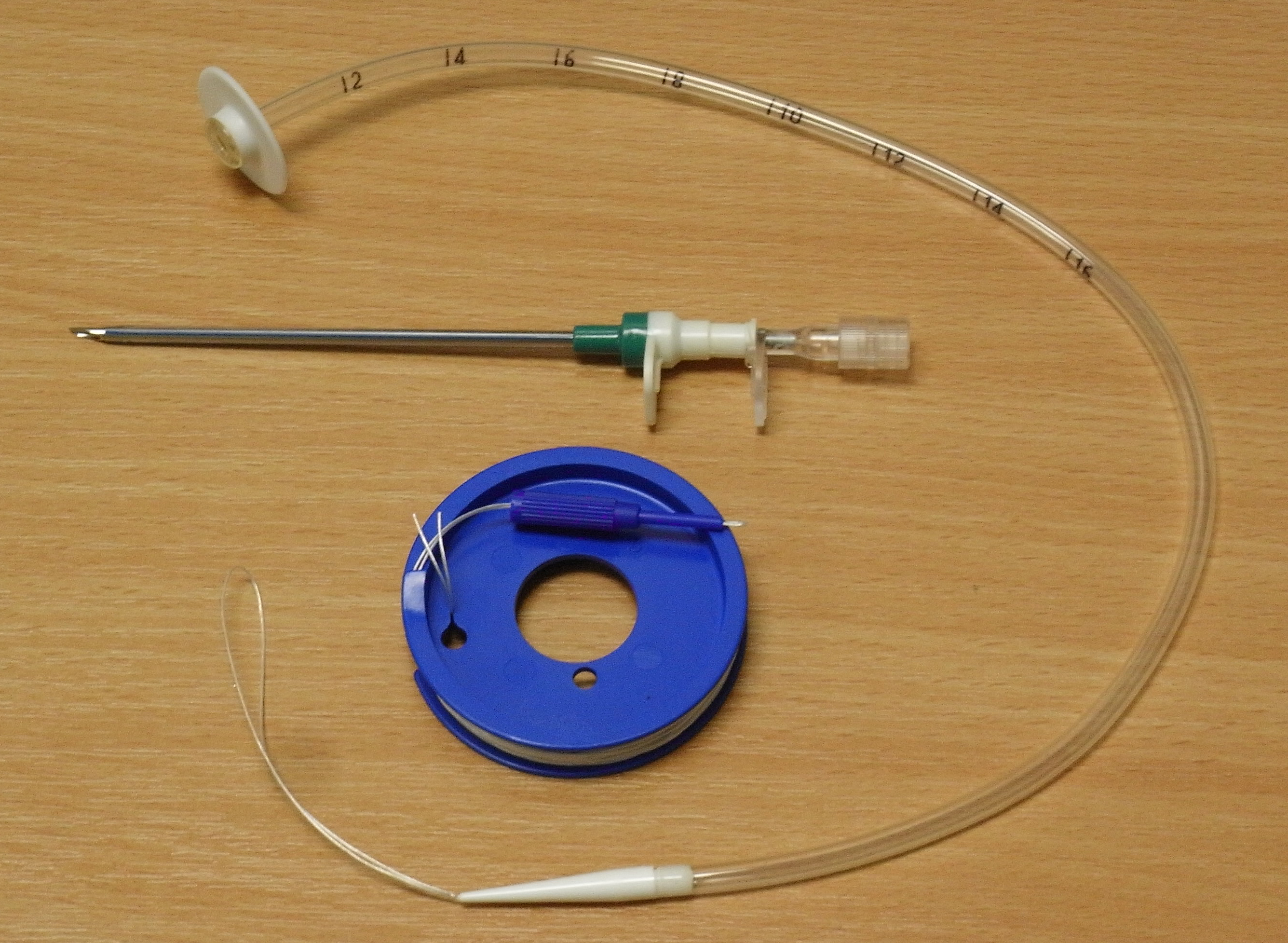
Набор для проведения чрескожной эндоскопической гастростомии по pull-методу

Техника выполнения: Первым этапом проводится фиброгастроскопия, во время которой выбирают наименее изменённый и васкуляризированный участок на передней стенке желудка. В желудок нагнетают воздух, затем помещение, в котором проводят манипуляцию, затемняют. Кончик эндоскопа упирают в переднюю стенку желудка с целью определения места наложения гастростомы за счёт диафаноскопии передней брюшной стенки (обычно за пределами белой линии живота). Для уточнения локализации этой точки переднюю брюшную стенку придавливают пальцем. После обработки операционного поля антисептиком и выполнения местной анестезии на всю толщину передней брюшной стенки производится надсечку кожи тонким скальпелем в выбранной точке длиной 3 мм. Специальным троакаром под эндоскопическим контролем пунктируют желудок через кожу. После удаления стилета через канюлю троакара в желудок заводится длинную нить, которая захватывается биопсийными щипцами, эндоскоп извлекается. Проведённый через канюлю и извлечённый через рот конец нити связывается с нитью на конусе гастростомического катетера, последний при помощи нити заводится в желудок таким образом, чтобы его конус упёрся в канюлю троакара. Гастростомический катетер вместе с канюлей проводят через стенку желудка и переднюю брюшную стенку до упора его торцевой опорой в переднюю стенку желудка. Пластиковый конус гастростомического зонда пропускают через центральное отверстие фиксирующей платы, а после этого через её туннель. Плату смещают по катетеру до её плотной фиксации, после чего конус отсекается и на внешнем конце стомы прикрепляется канюля для введения смеси для энтерального питания.
Преимущества:
- возможность выполнения у пациентов с высоким операционным риском[28];
- требует только минимальной седации (нет необходимости в общем наркозе)[28];
- может быть произведена в течение 15-30 мин[31];
- возможность проведения у постели больного;
- имеет меньшую стоимость, чем гастростомии из лапаротомного доступа[28];
- уход за гастростомой, наложенной эндоскопическим методом, не требует никаких дополнительных мероприятий, прост и безопасен для больного[31].

Недостатки:
- невозможность выполнения при выраженных нарушениях проходимости ротоглотки и пищевода[30];
- необходимость совместить переднюю стенку желудка с передней брюшной стенкой, что затруднительно у пациентов с предшествующей субтотальной гастрэктомией, асцитом или значительной гепатомегалией, а также при выраженном ожирении[30].

## Уход за больным в послеоперационном периоде
После выполненной по любой методике гастростомии в течение первых суток гастростомическая трубка держится открытой с целью контроля за эвакуационной функцией желудка. Конец гастростомической трубки для этого опускается в сосуд-приёмник. Кормление через гастростому, как правило, начинают не ранее вторых суток после операции: одномоментно вводят в желудок до 100—150 мл жидкого энтерального питания каждые 2—3 часа. Однако у крайне истощённых больных возможно введение питательных смесей и растворов в желудок капельным путём непосредственно после оперативного вмешательства (75—100 капель в минуту) с перерывами для контроля за эвакуацией из желудка (для этого открывают гастростомическую трубку), а на вторые сутки возможен переход на дробное кормление по обычной методике. К 5—7-м суткам объём вводимой жидкой или кашицеобразной пищи увеличивают до 400—500 мл с кратностью введения 4—5 раз в сутки.

## Осложнения
- болевой синдром;
- нагноение послеоперационной раны[31] (5 %)[28];
- кровотечение[27];
- перитонит[24][27];
- выраженная деформация желудка (при использовании лапаротомных методик)[26];
- истечение желудочного содержимого вокруг гастростомической трубки[15][26] (58,2 %)[33] с развитием мацерации и дерматита передней брюшной стенки[27] (13,4 %)[33];
- образование эвентрации (6,0 %)[33] или грыжи передней брюшной стенки (при использовании лапаротомных методик)[26];
- выпадение гастростомической трубки[15] (43,3 %)[33];
- летальный исход (3,3 %)[34].